# Acalolepta ovina
Acalolepta ovina là một loài bọ cánh cứng trong họ Cerambycidae.